# Birgit Õigemeel

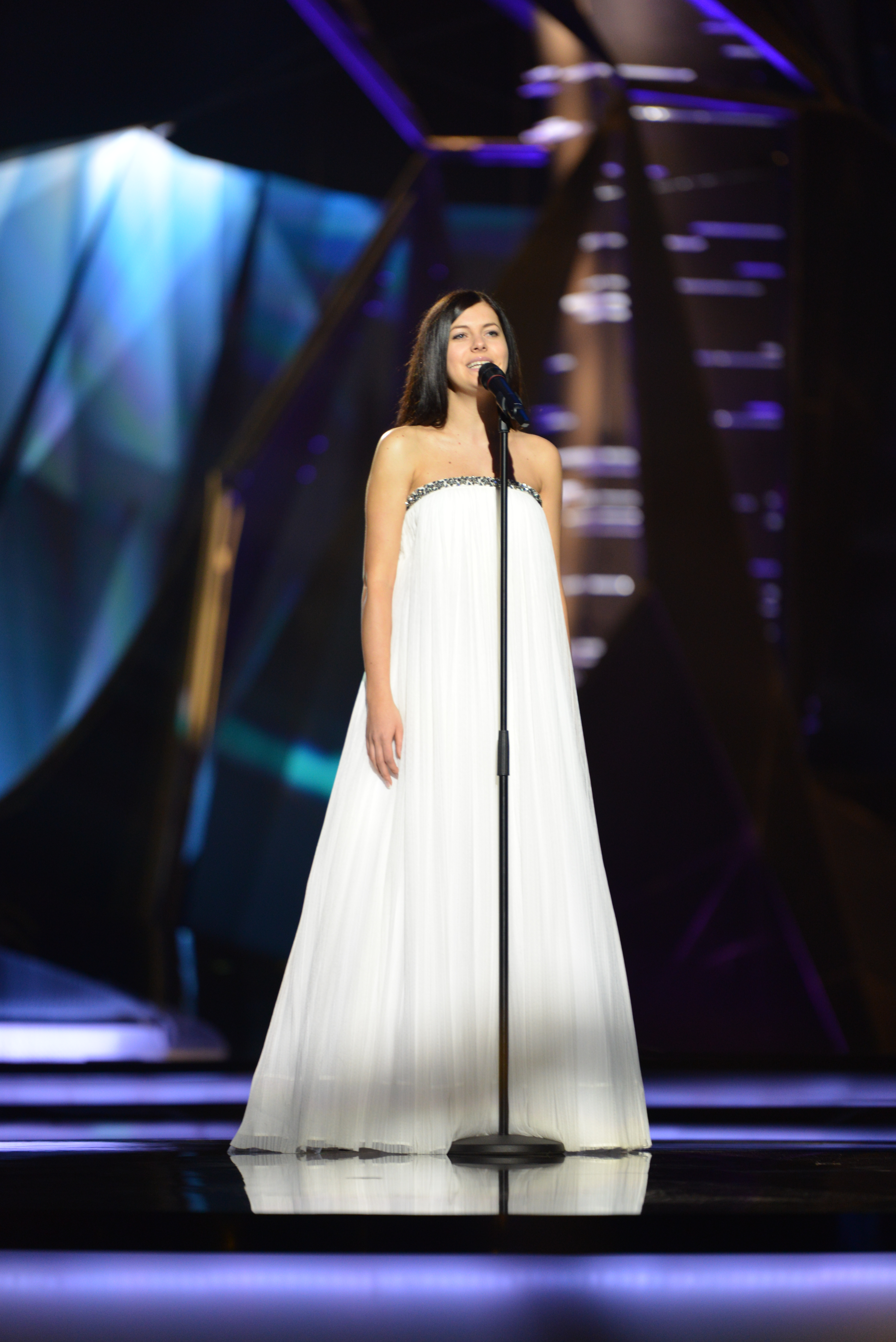
Birgit Õigemeel beim Eurovision Song Contest 2013

Birgit Õigemeel (* 24. September 1988 in Kohila, Estland) ist eine estnische Popsängerin und die Gewinnerin von Eesti otsib superstaari (Estland sucht den Superstar) im Jahr 2007.

## Leben
Birgit Õigemeel wuchs im Dorf Vilivere in der estnischen Gemeinde Kohila, Kreis Rapla auf und erhielt am Vanalinna Hariduskolleegium in Tallinn eine schulische Ausbildung mit Schwerpunkt auf Musik und Theater. Auch lange Zeit nach ihrem Durchbruch trat sie noch als Solistin für den Tallinna Gospelkoor auf. 2007 wurde sie zur Gewinnerin der ersten Staffel der Castingshow Eesti otsib superstaari gekürt.
Ihre erste Single Kas tead, mida tähendab erschien am 3. Oktober 2007 und wurde von Raadio 2 zur zweitbesten estnischen Single des Jahres 2007 gewählt. Das Debütalbum Birgit Õigemeel wurde am 24. Januar 2008 veröffentlicht. Diesem Album entnommen sind auch die drei im Laufe des Jahres 2008 erschienenen Radio-Singles 365 Days, Homme und Ise. Mit 365 Days nahm Birgit an der estnischen Vorausscheidung zum Eurovision Song Contest 2008 teil und kam dabei auf den dritten Platz.
Im November 2008 wurde mit Ilus aeg („Schöne Zeit“) Õigemeels zweites Album veröffentlicht. Hierauf befinden sich estnische und internationale Weihnachtslieder. Das dritte Album Teineteisel pool aus dem Jahr 2009 enthält überwiegend tanzbare Clubmusik. Die meisten Singles werden lediglich als Radio-Singles, also nicht als frei verkäufliche CDs, veröffentlicht. Alle Veröffentlichungen beschränkten sich bislang auf Estland. Am 25. Februar 2012 nahm sie beim zweiten Semifinale des Eesti Lauls 2012 teil. Ihr Lied heißt You’re Not Alone. Sie konnte sich für das Finale am 3. März 2012 qualifizieren und belegte dort den siebten Platz.
Im folgenden Jahr nahm sie erneut teil und siegte mit ihrem Lied Et uus saaks alguse gegen neun Mitbewerber und durfte daher für Estland beim Eurovision Song Contest 2013 antreten. Sie war im fünften Monat schwanger und brachte im Oktober 2013 ihr Kind zur Welt. Sie landete auf dem 20. Platz.
2019 nahm sie mit dem Lied High Heels in the Neighbourhood noch einmal beim estnischen Vorentscheid teil und erreichte mit Tanja und The Swingers den sechsten Platz.

## Diskografie

### Alben
- 2008: Birgit Õigemeel
- 2008: Ilus aeg
- 2009: Teineteisel pool
- 2013: Uus algus
- 2018: V

### Singles
- 2007: Kas tead, mida tähendab…
- 2008: 365 Days
- 2008: Homme
- 2008: Ise
- 2008: Last Christmas
- 2008: Talve võlumaa
- 2009: Moonduja
- 2009: See öö
- 2009: Kahe vahel
- 2010: Põgenen (mit Koit Toome)
- 2010: Sinuga end elusana tunda võin (mit Birgit Varjun)
- 2010: Iialgi (mit Violina)
- 2010: Eestimaa suvi
- 2011: Parem on ees
- 2012: You’re Not Alone
- 2012: Et uus saaks alguse
- 2013: Sea of Life (with Violina)
- 2013: Nii täiuslik see
- 2013: Olen loodud rändama
- 2014: Lendame valguskiirusel
- 2014: Pea meeles head (mit Ott Lepland)
- 2014: Kolm kuud
- 2014: Kingitus
- 2015: Valge Saatan (mit Tanja)
- 2015: Alles sügisel mõtleme
- 2016: Ma tean, et sa tead
- 2016: Leeksides tee
- 2018: 15 000 sammu